# Gustav-Landauer-Denkmal

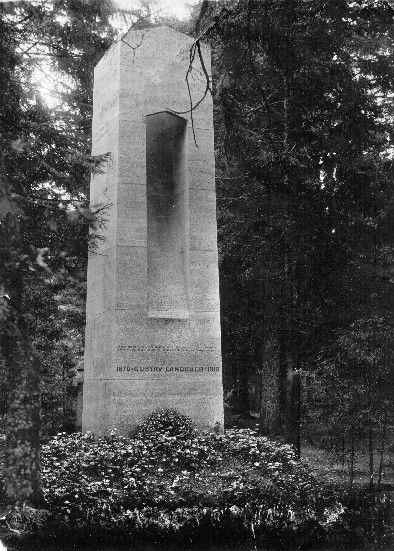
Gustav-Landauer-Denkmal

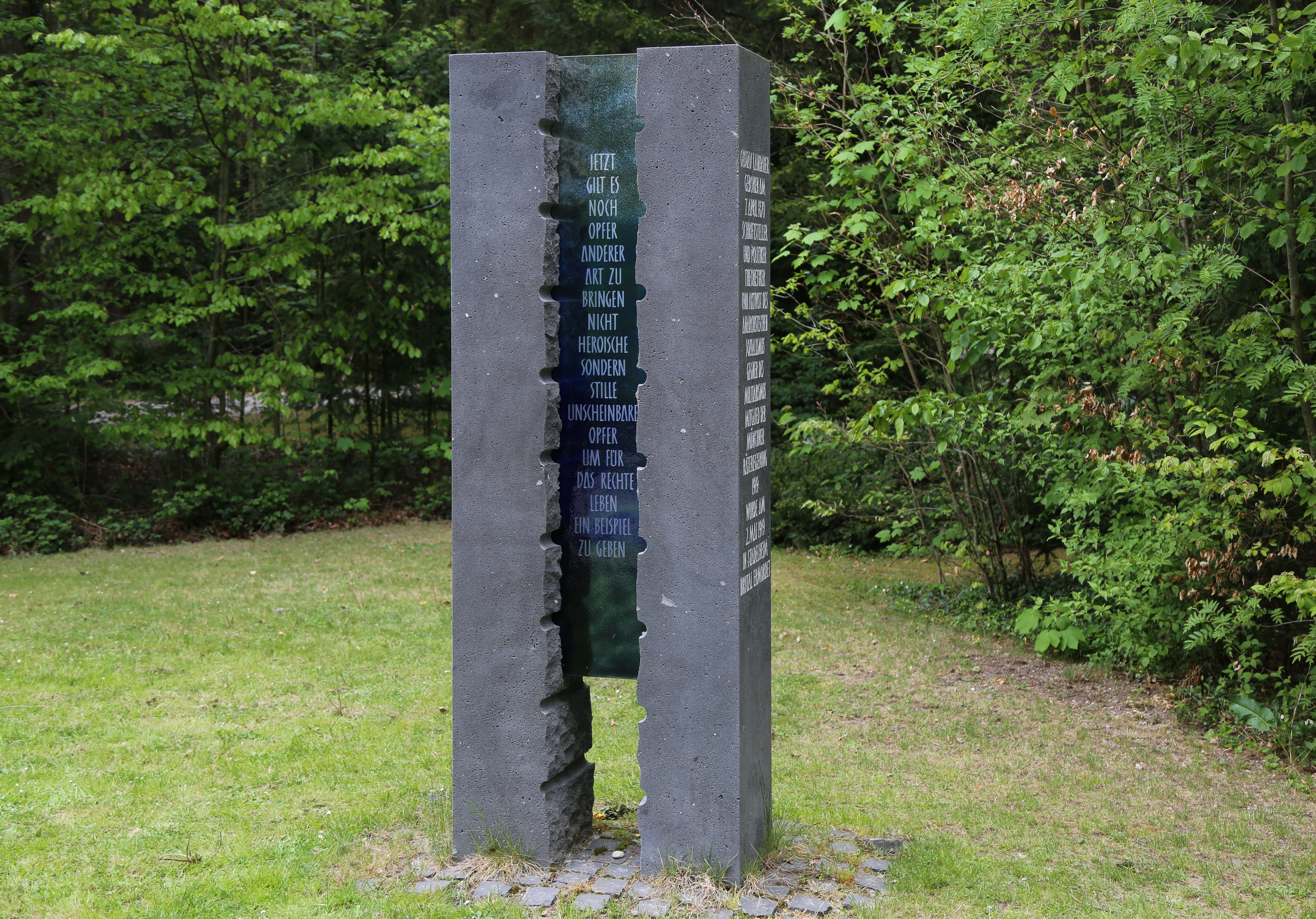
Stele von 2017 mit dem Inschrifttext von 1925

Das Gustav-Landauer-Denkmal war ein zum Gedenken an Gustav Landauer im Jahre 1925 auf dem Münchner Waldfriedhof errichtetes Denkmal. Es wurde 1933 zerstört.

## Geschichte
Der ersten Planungen dazu aus dem Jahre 1922 waren auf die Ideengebung einer Tochter Landauers zurückzuführen. Diese Idee wurde von der Münchner Arbeiterbörse der Gewerkschaft Freie Arbeiter-Union Deutschlands (FAUD) aufgenommen und ausgeführt. Ab 1923 wurden aus aller Welt Spenden zur Verwirklichung gesammelt, vor allem von weiteren Ortsvereinigungen der FAUD. Aber auch manche prominente Geldgeberinnen standen auf der Liste: die Frauenrechtlerinnen Lida Gustava Heymann, Anita Augspurg und Helene Stöcker. Das Denkmal hatte Ausmaße von mehreren Metern Höhe und trug die Inschrift: Jetzt gilt es noch, Opfer anderer Art zu bringen, nicht heroische, sondern stille unscheinbare Opfer, um für das rechte Leben ein Beispiel zu geben. 1870 – Gustav Landauer – 1919. Eine Einweihungsfeier am 1. Mai 1925 mit dem geladenen Redner Rudolf Rocker wurde jedoch verboten, um den laut Polizeierklärung „zweifellos zu erwartenden Gesetzesverletzungen vorzubeugen“. In den Folgejahren versammelten sich dann Anfang Mai jeweils etwa 70 Personen am Denkmal, darunter Syndikalisten der FAUD und „Freie Sänger“.
Im Jahre 1933 wurde das Denkmal von den Nationalsozialisten zerstört.
Im Juni 2017 wurde auf Initiative von Siegbert Wolf am Ort des alten Gustav-Landauer-Denkmals ein neuer Gedenkstein aufgestellt. Zwei Teile eines gespaltenen Basaltblocks werden durch gehärtetes Glas verbunden. In das Glas ist der Text von 1925 graviert. Zu Landauers 100. Todestag fand auf dem Waldfriedhof eine Gedenkveranstaltung statt.